# Schimb valutar (film)
Schimb valutar este un film românesc din 2008 regizat de Nicolae Mărgineanu. Rolurile principale au fost interpretate de actorii Cosmin Seleși și Aliona Munteanu.

## Distribuție
Distribuția filmului este alcătuită din:
- Cosmin Seleși — Emil Țurcan, muncitor sudor la Fabrica de Subansamble din Mizil
- Aliona Munteanu — Lili Buzdugan, prostituată moldoveană, studentă la Facultatea de Drept
- Andi Vasluianu — șmenarul valutist care l-a înșelat pe Emil
- Doru Ana — plutonierul Neagu, polițistul care anchetează cazul de înșelăciune
- Coca Bloos — soacra lui Emil
- Valentin Uritescu — socrul lui Emil
- Rodica Ionescu — Ana, soția lui Emil
- Patrik Petre — copilul Dorin, fiul lui Emil, pasionat de fotbal
- Theodor Danetti — bătrânul care și-a vândut casa pentru a merge la fiica lui din Canada (menționat Teodor Danetti)
- Tatiana Iekel — soția bătrânului (menționată Tatiana Ekel)
- Ninel Surdu — cumpărătorul de valută șmenuit de Emil care-l recunoaște la aeroport
- Anca Sigartău — funcționara poștală
- Romeo Pop — șeful Serviciului de Reținere și Arestare Preventivă
- Mihai Dinvale — subprefectul județului Prahova
- Simina-Ioana Siminie — Corina, partenera turistului german de la Restaurantul Izvorul Rece
- Constantin Cojocaru — muncitorul bătrân, fostul coleg de serviciu al lui Emil
- Adrian Titieni — cumpărătorul de valută german șmenuit de Emil în fața Restaurantului Izvorul Rece
- Ioan Andrei Ionescu — Ioan, prietenul lui Emil, cumpărătorul mobilei (menționat Ioan Ionescu)
- Mihai Bisericanu — clientul care așteaptă la Oficiul Poștal pentru a trimite un colet
- Șerban Pavlu — șmenar valutist, bodyguardul șefului
- Sandu Mihai Gruia — șeful bandei de șmenari valutiști
- Alexandru Bogdan — muncitorul brunet, fostul coleg de serviciu al lui Emil
- Laurențiu Bănescu — taximetristul de la Meridian Taxi care-l duce pe Emil la aeroport
- Carmen Paicu
- Adelaida Zamfira
- Nicușor Stan
- Luana Stoica
- Dana Cavaleru
- Sandra Burcă
- Gabriel Constan
- Raul Vlăduțu
- Dragoș Câmpan
- Răducu Marian
- Petre Pletosu
- Camelia Andriță
- Alexandru Ceplinschi
- Cuzin Toma — șmenar valutist (menționat Toma Cuzin)
- Cristian Botez
- Tudor Vaida
- Andrei Vizitiu
- George Remeș
- Daniel Tudorică
- Simona Bălănescu
- Coca Zibileanu
- Ionuț Ciocia — cumpărătorul de valută șmenuit de Emil
- Orodel Olaru
- Lucian Ifrim — funcționarul vamal de la Aeroportul Otopeni
- Isabela Neamțu — stewardesa
- Adrian Nicolae
- Simona Popescu
- Andrei Seușan — pasagerul engez din avion

## Primire
Filmul a fost vizionat de 2.577 de spectatori în cinematografele din România, după cum atestă o situație a numărului de spectatori înregistrat de filmele românești de la data premierei și până la data de 31 decembrie 2014 alcătuită de Centrul Național al Cinematografiei.